# Avignonski most
'Avignonski most ali Pont Saint-Benezet v francoščini, znan tudi kot Pont d'Avignon, je znan srednjeveški most v mestu Avignon, v južni Franciji.
Most prečka reko Rono med Villeneuve-les-Avignon in Avignonom in je bil zgrajen med letoma 1177 in 1185. Ta zgodnji most je bil uničen štirideset let kasneje Albigensiansko križarsko vojno, ko je Ludvik VIII. Francoski oblegal Avignon. Most je bil obnovljen z 22 kamnitimi oboki. Bil je zelo drag za vzdrževanje, saj so loki večinoma propadli ko je Rona poplavljala. Sredi 17. stoletja je bil most opuščen. Štirje ohranjeni loki na bregu Rone so bili najbrž zgrajeni okoli leta 1345 po nalogu papeža Klementa VI. v času Avignonskega papeštva. Kapela svetega Nikolaja stoji na drugem razponu mostu. Zgrajena je bila v drugi polovici 12. stoletja, vendar se je od takrat bistveno spremenila. Ohranjen je tudi zahodni konec, Tour Philippe-le-Bel.
Most je navdih za pesem Sur le Pont d'Avignon in je cenjena znamenitost mesta. Leta 1995 je bil ohranjen del mostu, skupaj z Papeška palača (Palais des Papes) in Stolnica v Avignonu (Notre-Dame des Doms) uvrščen na seznam Unescove svetovne dediščine.

## Zgodovina
Most se razteza čez Rono med Avignonom in Villeneuve-les-Avignon. Zgrajen je bil med letoma 1177 in 1185 v prvotni dolžini okoli 900 m. Most, ki ga je leta 1226 med obleganjem Avignona uničil Ludvik VIII. Francoski, je bil v začetku leta 1234 obnovljen. Zgodovinarji menijo da je bil prvotni most sestavljen iz lesene nadgradnje podprte s kamnitimi stebri in naredili pri obnovi most v celoti iz kamna.  Most je le 4,9 m širok, vključno z ograjo ob straneh. . Loki, ki so bili odgovorni za propad ko je reka poplavljala, so bili včasih nadomeščeni z začasnimi lesenimi konstrukcijami, nato pa končno narejeni v kamnu.
Most je bil v slabem stanju že v 17. stoletju. Od leta 1644 so mostu manjkali že štirje loki in končno je katastrofalna poplava leta 1669 odnesla velik del konstrukcije. Od takrat so se njegovi ohranjeni loki zaporedoma sesuli ali porušili, od začetnih 22 so ostali le štirje loki.
Loki so segmentni in ne polkrožni, kot so bili običajni za rimske mostove. Od preostalih lokov ima največji razpon 35,8 m, med tretjim in četrtim stebrom. Stebri so obdani z braniki tako gorvodno kot v smeri toka. To povzroča izpodjedanje dna okoli stebrov, kar je ena izmed glavnih groženj za stabilnost kamnitih mostov. 

### Legenda svetega Bénézeta
Povod za gradnjo mostu je pripoved svetega Bénézeta, pastirskega fanta iz zaselka Villard v Ardèche, ki je (po legendi), medtem ko je pasel svojo čredo, slišal glas Jezusa Kristusa in ga prosil za izgradnjo mostu čez reko. Čeprav je bil na začetku tarča posmeha, je dramatično "pokazal" svoj božanski navdih s čudežnim dvigom ogromnega bloka kamna. Dobil je podporo za svoj projekt in oblikovali mostno bratovščino za nadzor nad gradnjo. Po njegovi smrti so njegove posmrtne ostanke pokopali kar v samem mostu, v majhni kapelici, ki stoji na enem od ohranjenih stebrov mostu na strani Avignona.

### Kapela svetega Nikolaja
Kapela svetega Nikolaja stoji na ploščadi na gorvodni strani drugega stebra (med drugim in tretjim lokom). Mostna kapela je doživela številne faze rekonstrukcij in obnov. Zdaj je razdeljena na dve etaži, vsaka z ladjo in apsido. Zgornja etaža je na nivoju ploščadi mostu in oži širino pešpoti na 1,75 m. Spodnja etaža je dostopna z nizom stopnic, ki se spuščajo z mosta.
Zunanjost kapele kaže dokaze o obnovitvenih delih z zazidanimi okni na jugovzhodni steni. Ladja je prekrita s kamnitimi strešniki, ki nalegajo na vrsti konzol. Poligonalna apsida ima ravno streho in sedi nad branikom stebra.
Spodnja kapela z apsido okrašena s petimi oboki izvira iz druge polovice 12. stoletja. Pozneje, morda že v 13. stoletju, ko se je nivo mostu dvignil, so tla podprta z rebrastim štiristranskim obokom, ki je vstavljen v podporno strukturo. Preprosta pravokotna zgornja kapela s sodčkasto obokano streho je bila posvečena leta 1411. V spodnji kapeli so nastala stranska vrata kot kamnoseško delo, ko je bil ob dvigu mostu blokiran prvotni vhod. Leta 1513 je bila dodana peterokotna apsida na gotskih stebrih, ki dodajajo zgornjo kapelo.
Leta 1670, po opustitvi mostu, so relikvije svetega Bénézeta prenesli na Hôpital du Pont (tako imenovan Hôpital St. Benezet) znotraj mestnega obzidja ob vhodnem poslopju.
Most je bil tudi mesto oboževanje čolnarjev, katerih zavetnik je bil sveti Nikolaj. Prvotno so ga častili v Nikolajevi kapeli na samem mostu (kjer je bilo pokopano telo svetega Bénézeta), vendar je zaradi propada mostu ta postala težko dostopna. Leta 1715 je Bratovščina čolnarjev zgradila kapelo na kopnem ob mostu na strani Avignona, zunaj obzidja ob vhodnih vratih. Ta kapela je bila uničena ob večji poplavi Rone leta 1856. Prebivališče za čuvaja je bilo zgrajeno na ostankih v času obnovitvenih del z začetkom okoli 1878. Prebivališče je bilo porušeno v okviru obnovitvenih del na mostu in vhodnih vratih, opravljenih v 1980-ih.

### Vhodna vrata
Most je imel velik strateški pomen, saj ko je bil zgrajen, je bil edini rečni prehod med Lyonom in Sredozemskim morjem. Bil je tudi edini rečni prehod med  grofijo Venaissin, enklavo, ki jo je nadzoroval papež in Francijo pod nadzorom kralja. Zato sta bili skrbno varovani obe strani reke. Na desnem bregu, pod nadzorom francoske krone, je nadzor vršila trdnjava Tour Philippe-le-Bel, ki je bila zgrajena v začetku 14. stoletja. Na strani Avignona se je iz mosta šlo skozi velika vhodna vrata v obzidju, zgrajena v 14. stoletju (z velikimi spremembami v 15. stoletju) in preko rampe (sedaj uničene), ki je vodila v mesto. 
Med letoma 1265 in 1309 je bil zgrajen drugi kamniti most preko Rone, 40 km gorvodno od Avignona, kar je sedaj Pont-Saint-Esprit, takrat pa znan kot Saint-Saturnin-du-Port. Most Pont-Saint-Esprit je prvotno imel 20 lokov in dolžino 900 m. Čeprav je zdaj nekoliko spremenjen, je srednjeveški most ohranjen do današnjih dni.
Z razpadom mostu Saint-Benezet čez Rono v Avignonu, je bilo prečkanje reke omogočeno s trajektom do 19. stoletja. Med letoma 1806 in 1819 je bil preko obeh vej reke zgrajen leseni most. Odsek med Avignon in Ile de la Barthelasse je leta 1843 nadomestil viseči most, vendar je bil leseni odsek med otokom in Villeneuveom nadomeščen šele 1905-1910. 
Kapela svetega Nikolaja in štirje ohranjeni loki so od leta 1840 tudi francoski Monument historique.

### Hipoteza o rimskem mostu
Strokovnjaki razpravljajo o tem ali je pred izgradnjo mostu Saint Benezet v 12. stoletju morda že obstajal most. O predhodniku je prvi poročal Henri Revoil na francoski arheološki konferenci, ki je potekala v Avignonu leta 1882. Njegov glavni argument temelji na videzu kamna ob vznožju štirih ohranjenih lokov. Ob zelo nizki vodi, so vidni kamniti bloki, ki so večji kot tisti zgoraj in nimajo funkcije ter so tuji obstoječemu mostu. Slog zidu, ki ga je opisal Revoil, je bil od prejšnjega mostu bodisi iz poznorimskega ali karolinškega obdobja. [25] [26] Leta 1892 je Louis Rochetin objavil članek v katerem predlaga, da so kamniti bloki na dnu prvega loka in tisti, na obeh straneh drugega loka, ki podpirajo kapele, ostanki začetnih kamnov starejšega rimskega loka.
Denis-Marcel Marie, v svoji knjigi o mostu, objavljeni leta 1953, v kateri je skrbno v celoti pregledal vse dosedanje publikacije, v zadnjem poglavju piše v podporo hipotezi da so zgodnejši most zgradili Gallo-Rimljani proti koncu rimske okupacije. Meni tudi, da baze ohranjenih stebrov pripadajo zgodnejšemu mostu in da so polkrožni loki iz rimskega obdobja ustvarili nivo cestišča višje od vrha ohranjene kapele. Marie tudi domneva, da se je ta most zrušil v naslednjih sedmih stoletjih in da je most Benezet iz 12. stoletja sestavljen iz vozišča podprtega z lesenimi piloti, ki so povezovali uničene rimske stebre. Piloti so bili potrebni, ker je bila razlika med rimskimi kamnitimi stebri prevelika, da bi jo lahko premostili z lesenimi tramovi brez vmesne podpore. Višina Benezetovega mostu bi bila na nivoju spodnje kapele. 
Nadaljnja podpora obstoju rimskega mostu je v Perrotovem članku, objavljenem leta 1971. V članku je opisana raziskava iz leta 1969 izvedena na ohranjenih sledovih stebrov v kraku reke na strani Villeneuva, pred njihovim popolnim uničenjem s strani Compagnie Nationale du Rhône (CNR). Članek vsebuje tudi dolg odstavek iz neobjavljenega poročila gospoda Mathiana, inženirja, ki je delal za CNR na raziskavi leta 1965, na štirih nedotaknjenih stebrih na avignonski strani reke. Ta raziskava je odkrila plast lesa, vsaj 20 cm debelega, pod temelji vsakega od štirih stebrov. Vzorec lesa je datiral Centre National de la Recherche scientifique (CNRS) z radiokarbonsko tehniko med leta 290 in 530, kar ustreza koncu rimskega imperija. V raziskavi uničenih stebrov v kanalu Villeneuve, steber (naveden pod številko 14) vsebuje lesene tramove znotraj zidu. Vzorec tega lesa je datiran do leta 890. Med poglabljanjem kanala na strani Villeneuva so pobrali ostanke treh velikih lesenih kolov, od katerih sta dva še vedno imela železne konice. Te vzorce lesa so poslali na datiranje, vendar v času objave članka rezultati še niso bili znani. 
Arheolog Dominique Carru po prejemu radiokarbonske datacije vzorca lesa prav tako meni, da je zelo verjetno, da je pred tem datumom most že obstajal. To ni omenjeno v ohranjeni kroniki iz visokega srednjega veka ], saj bi most lahko prispeval k razvoju mestnega središča na desnem bregu Rone nasproti Avignona, ki je podoben tistim na drugih lokacijah v doline Rone, kot Trinquetaille nasprotni Arlesa in Saint-Romain-en-Gal v bližini Vienne. Ni dokazov o pomembnem zgodnjem naselju v bližini mostu. Glavni cesta vzhod-zahod v rimskem obdobju je šla skozi Tarascon-Beaucaire, 20 km južneje in prečkala reko pri Avignonu, kjer je ta kar široka in spreminja tok. 

## Pesem "Sur le Pont d'Avignon"
Most je postal svetovno znan s pesmijo Sur le Pont d'Avignon (Na Avignonskem mostu). Zgodnejša pesem z istim naslovom je bila priljubljena v 16. in 17. stoletju. Melodijo je objavil Ottaviano Petrucci v svoji Harmonice Musices Odhecaton leta 1503-4. Skladatelj 16. stoletja, Pierre Certon, je uporabil melodijo v pesmi z naslovom Sus Le Pont d'Avignon. Sodobna različica pesmi je iz sredine 19. stoletja, ko jo je Adolphe Adam vključil v opéra comique Le Sourd ou l'Auberge pleine, ki je bila prvič izvedena v Parizu leta 1853. Operi je priredba Desforgesove komedije iz leta 1790. [36

## Slike
- Detajl iz Pérussisovega oltarja, zgodnja upodobitev mostu, c. 1480
- Pogled proti Villeneuveu, Étienne Martellange, 1608
- Pogled proti Avignonu, Étienne Martellange, 1609
- Ruševine mostu, upodobitev Joseph Vernet, 1756

## Druga literatura
- Berthelot, Michel (17 February 2014). "Le Pont d'Avignon: combien de piles?" (PDF) (francoščina). Modèles et simulations pour l'architecture et le patrimoine, Centre National de la Research Scientifique/Ministère de la Culture et de la Communication.
- Breton, Alain (1986–1987). "Les restaurations du pont Saint-Bénézet". Annuaire de la Société des Amis du Palais des Papes et des monuments d'Avignon, 1986-1987 (francoščina): 87–94.
- Falque, Maurice (1908). Étude des procès et contestations sur la propriété du Rhône et de la ville d'Avignon, 1302-1818 (Doctoral Thesis) (francoščina, latinščina). Montpellier: Société anonyme de l'imprimerie générale du Midi.
- Pansier, Pierre (1920–1921). "Histoire de l'oeuvre des frères du pont d'Avignon (1181-1410)". Annales d'Avignon et du Comtat Venaissin (francoščina) 7: 7–75.
- Pansier, Pierre (1930). "Les chapelles du Pont Saint-Bénézet". Annales d'Avignon et du Comtat Venaissin (francoščina) 16: 81–117.
- Romefort, J. de (1930). "La destruction du pont d'Avignon par l'armée de Louis VIII en 1226". Mémoires de l'Institute historique de Provence (francoščina) 7: 149–155.
- Rouvet, Massillon (1890). "Le Pont d'Avignon". Réunion des sociétés des beaux-arts des départements en 1890, Quatorzième Session (francoščina). Paris: Plon-Nourrit. pp. 262–271.
- Rouvet, Massillon (1891). "Le Pont d'Avignon". Réunion des sociétés des beaux-arts des départements en 1891, Quinzième Session (francoščina). Paris: Plon-Nourrit. pp. 318–324.
- Wallon, Simone (1955). "La chanson 'Sur la pont d'Avignon' au XVIe et XVIIe siècle". Mélanges d'Histoire et d'Esthétique Musicales offerts à Paul-Marie Masson, Volume I (francoščina). Paris: Richard-Masse. pp. 185–192.